# Senyoria de Mauléon
La senyoria de Mauléon fou una jurisdicció feudal depenent del vescomtat de Zuberoa, donada a un fill segon del vescomte, després de la construcció del Castell de Mauléon pel rei aragonès Alfons el Bataller. El 1307 el castell fou conquerit pels anglesos.

## Senyors de Mauléon
- Bernat I 1122-1142
- Bernat II 1142-1170
- Guerau I 1170-1209
- Bernat III 1209-?
- Guerau II ?-1307 (mort el 1308)
- Conquerit pels anglesos 1307